# Austrocidaria bipartita
Austrocidaria bipartita là một loài bướm đêm trong họ Geometridae.